# Disney Channel (Bulgaria)
Disney Channel è un canale televisivo bulgaro di proprietà della Walt Disney Company e versione locale della rete statunitense omonima.
È disponibile in Bulgaria, ma l'area di copertura del canale si estende anche in Romania e in Moldavia, la cui versione locale presenta una traccia audio aggiuntiva in lingua romena.

## Storia
Precedentemente alla nascita di questo canale, esisteva la versione bulgara di Fox Kids con serie televisive e cartoni prodotti dalla stessa per bambini che nasce nel 1999.
Nel 2004 il canale cambia nome in Jetix e nel 2009 viene annunciata l'uscita di una versione bulgara di Disney Channel che appare al pubblico il 19 settembre, sostituendo Jetix.
Il 1º giugno 2011 il canale cambia logo.

## Palinsesto

### Non in onda
- Aaron Stone
- American Dragon: Jake Long
- A.N.T. Farm - Accademia Nuovi Talenti
- Art Attack
- A tutto ritmo
- Austin & Ally
- Best Friends Whenever
- Binny e il fantasma
- Brandy & Mr. Whiskers
- Brian O'Brian
- Buona fortuna Charlie
- Callie sceriffa del West
- Chapi Chapo (blocco "Playhouse Disney")
- Coppia di re
- Crash & Bernstein
- Dog with a Blog
- Due fantagenitori
- Fish Hooks - Vita da pesci
- Girl Meets World
- Gravity Falls
- H2O
- Hank Zipzer - Fuori dalle righe
- Hannah Montana
- I 7N
- I'm in the Band
- I maghi di Waverly
- In giro per la giungla
- Jake & Blake
- Jake e i pirati dell'Isola che non c'è
- Jessie
- Jimmy Jimmy
- Jonas L.A.
- K.C. Agente Segreto
- Kick Chiapposky: Aspirante Stuntman
- Kickin' It - A colpi di karate
- Kid vs. Kat - Mai dire gatto
- Kim Possible
- Lab Rats
- La casa di Topolino
- La mia babysitter è un vampiro
- Little Lulu Show (blocco "Playhouse Disney")
- Liv e Maddie
- Mako Mermaids - Vita da tritone
- Mermaid Melody Pichi Pichi Pitch
- Mighty Med - Pronto soccorso eroi
- Phineas e Ferb
- Sesamo apriti (spin-off "Giocate con Noi" e "Il mondo di Elmo", blocco "Playhouse Disney")
- Sofia la principessa
- Sonny tra le stelle
- Stoked - Surfisti per caso
- The Replacements - Agenzia sostituzioni
- The Zhu Zhu Pets
- Topolino che risate!
- Violetta
- Wander
- Wolfblood - Sangue di lupo
- Zack e Cody al Grand Hotel
- Zack e Cody sul ponte di comando
- Zeke e Luther
- Zile de vară

### In onda[2]
- A casa di Raven
- Alex & Co.
- Anfibia
- Best Bugs Forever
- Bizaardvark
- Boy Girl Dog Cat Mouse Cheese
- Cavaliere per caso
- Coop & Cami: A voi la scelta
- Gabby Duran Alien Sitter
- Gatto contraffatto
- Ghostforce
- Just Roll With It
- Lab Rats
- Le cronache di Evermoor
- Marco e Star contro le forze del male
- Miraculous - Le storie di Ladybug e Chat Noir
- Randy - Un Ninja in classe
- Sadie e Gilbert
- Soy Luna
- The Ghost and Molly McGee
- The Owl House - Aspirante strega

## Segnale
Il canale è disponibile via cavo attraverso la piattaforma blizoo ed è trasmesso anche grazie a Bulsatcom e Vivacom.